# Parameletus chelifer
Parameletus chelifer är en dagsländeart som beskrevs av Simon Bengtsson 1908. Parameletus chelifer ingår i släktet Parameletus och familjen simdagsländor. Arten är reproducerande i Sverige. Inga underarter finns listade i Catalogue of Life.